# René de Naurois
Pour les articles homonymes, voir Naurois.
René Jacobé de Naurois, plus connu sous le nom René de Naurois, né le 24 novembre 1906 à Paris et mort le 12 janvier 2006 à Brunoy, est un prêtre catholique, résistant et ornithologue français. Il a été décoré de l’ordre de la Libération et a reçu le titre de « Juste parmi les nations » en 1989 pour son action en faveur des Juifs pendant la Seconde Guerre mondiale.

## Biographie
René Paulin Jacobé de Naurois est né le 24 novembre 1906 à Paris. Il est le fils de Jacques Jacobé de Naurois (1880-1963) et de Marie Germaine Monnerot-Dumaine (née en 1879).

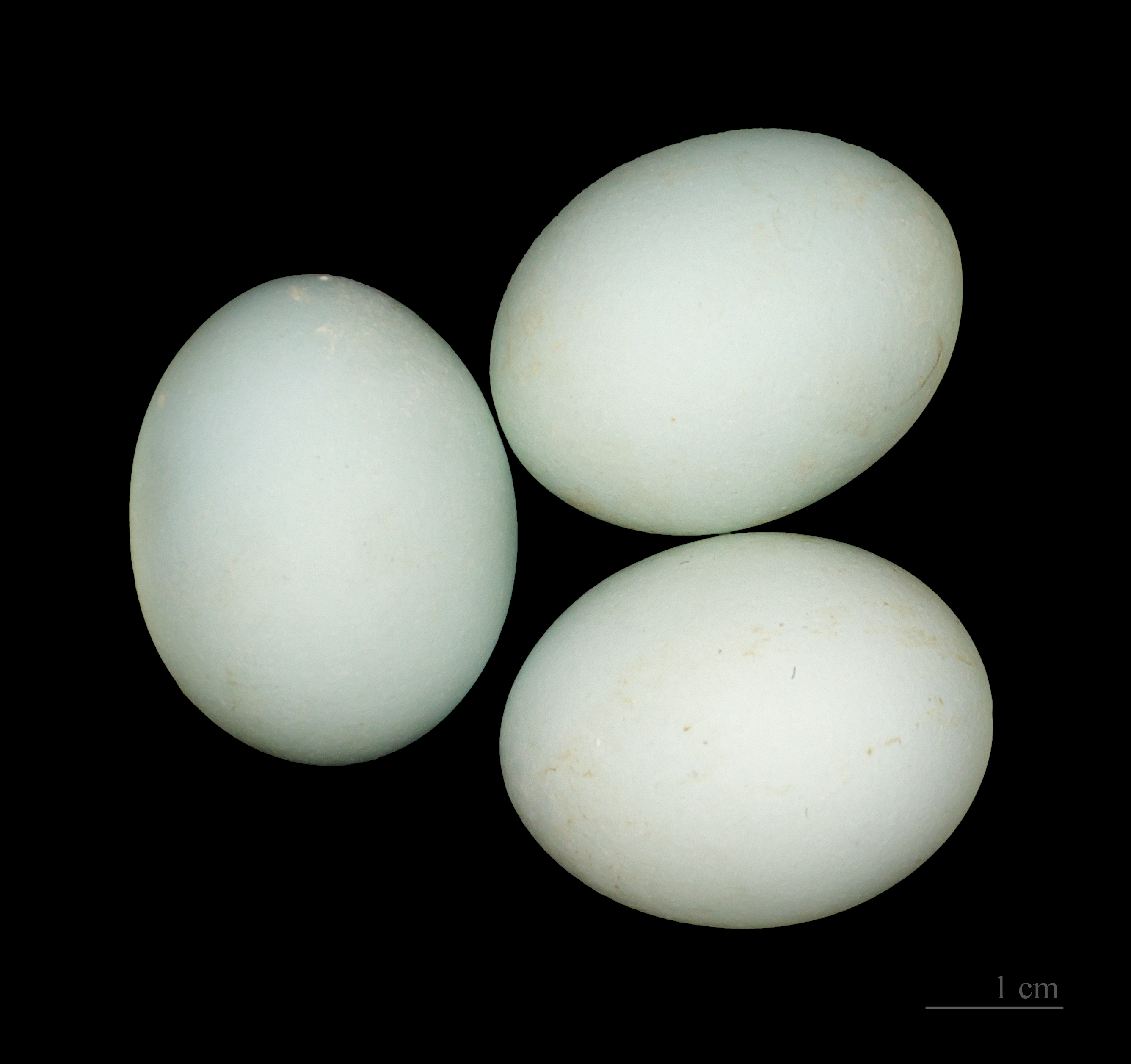
Œufs de Héron crabier récoltés par Naurois - Muséum de Toulouse

De 1933 à 1939, alors qu'il fait de longs séjours en Allemagne, à Berlin, d'abord comme étudiant en philosophie, puis, après son ordination en 1936, comme aumônier, il rencontre de nombreuses personnalités opposées à Adolf Hitler et au régime nazi et peut informer régulièrement l'évêque de son diocèse, Mgr Jules Saliège, à Toulouse, des exactions et des dangers de ce régime. Il revient en France en 1939 pour participer à la campagne de France, puis, démobilisé, rentre à Toulouse. Il demande dès juin 1940 à son évêque l'autorisation de rejoindre le général Charles de Gaulle à Londres, mais Mgr Jules Saliège lui répond expressément le 1er juillet 1940: « Votre devoir est de rester ».
En 1940, il participe aux côtés de Pierre Dunoyer de Segonzac à la fondation de l'école des cadres d'Uriage, où il fait venir entre autres Emmanuel Mounier, Jean Lacroix, Hubert Beuve-Méry, ou Benigno Cacérès. En juin 1941, il en est cependant renvoyé, en même temps qu'Emmanuel Mounier, à la suite d'une visite de l'amiral François Darlan. Il participe activement à la résistance en zone libre, à Pau, à Grenoble et à Toulouse au sein du mouvement Vérités, qui devient le mouvement Combat, animé par son fondateur Henri Frenay. Il entre également en décembre 1941 dans le mouvement de Résistance Témoignage Chrétien.
Avec son cousin, Bruno de Solages, qui est recteur de l'institut catholique de Toulouse où il enseigne, il protège des Juifs de la persécution. Au cours de l'année 1942, il organise le sauvetage de Juifs en leur faisant passer la frontière suisse.
Lors de l'invasion de la zone libre par les Allemands en novembre 1942, recherché par la Gestapo qui perquisitionne à son domicile, René de Naurois est interrogé puis remis en liberté provisoire. Il passe alors en Espagne puis à Londres où il rejoint les Forces françaises libres,. Il est l'un des 177 commandos Kieffer, seuls Français qui débarquent en Normandie le 6 juin 1944.
Il fait plusieurs découvertes ornithologiques importantes, en 1959 et 1960, en Mauritanie, qui lui valent d'entrer dans la section biologie animale au CNRS en 1960. En 1969, il soutient sa thèse de doctorat d'État sur les oiseaux de la côte occidentale d'Afrique. Sa thèse est intitulée Peuplements et cycles de reproduction des oiseaux de la côte occidentale d'Afrique du cap Barbas, Sahara espagnol à la frontière de la République de Guinée (elle sera publiée dans les Mémoires du Muséum national d'histoire naturelle).
L'International Plant Names Index lui attribue une abréviation en botanique. Les abréviations des auteurs sont également standardisées et suivent le livre de Brummitt et de Powell, Authors of Plant Names (en) (1992).

## Écrits
En 1942, René de Naurois a 37 ans. Ordonné prêtre huit ans plus tôt, songeant au sacerdoce depuis ses 14 ans. Il sait quelles sont ses armes,.
Le prêtre n'est pas un surhomme

« Moine-soldat, l'expression a des accents fanatiques qui ne me ressemblent pas. Mais il m'a été donné de vivre dans des circonstances où des hommes engagés pour un combat avaient besoin d'un prêtre. Alors j'ai épousé leur cause et bientôt leur état et leur uniforme. J'ai porté le béret vert avec fierté, adopté leur langage rude et précis, sans jamais oublier que je n'étais pas tout à fait un homme d'armes mais d'abord un homme de Dieu.

Nous vient-il à l'idée que les atteintes à la liberté peuvent revêtir un caractère plus subtil ? Dans nos sociétés, la violence est partout, non plus sous la forme d'affrontement entre deux armées, mais de façon différente, touchant les plus faibles, les petits, les pauvres. Les menaces qui pèsent sur la vie n'ont pas disparu. Elles ne s'appellent plus nazisme, mais peuvent emprunter d'autres traits, jusqu’à ceux — a priori avenants — de la science, de la loi et du progrès. Il est trop tard pour revenir en arrière, mais, même à mon âge, il est encore temps d'agir, de témoigner. »

— René de Naurois. Aumônier de la France libre. Mémoires, Paris, Perrin, 2019, p. 16-17.

## Honneurs

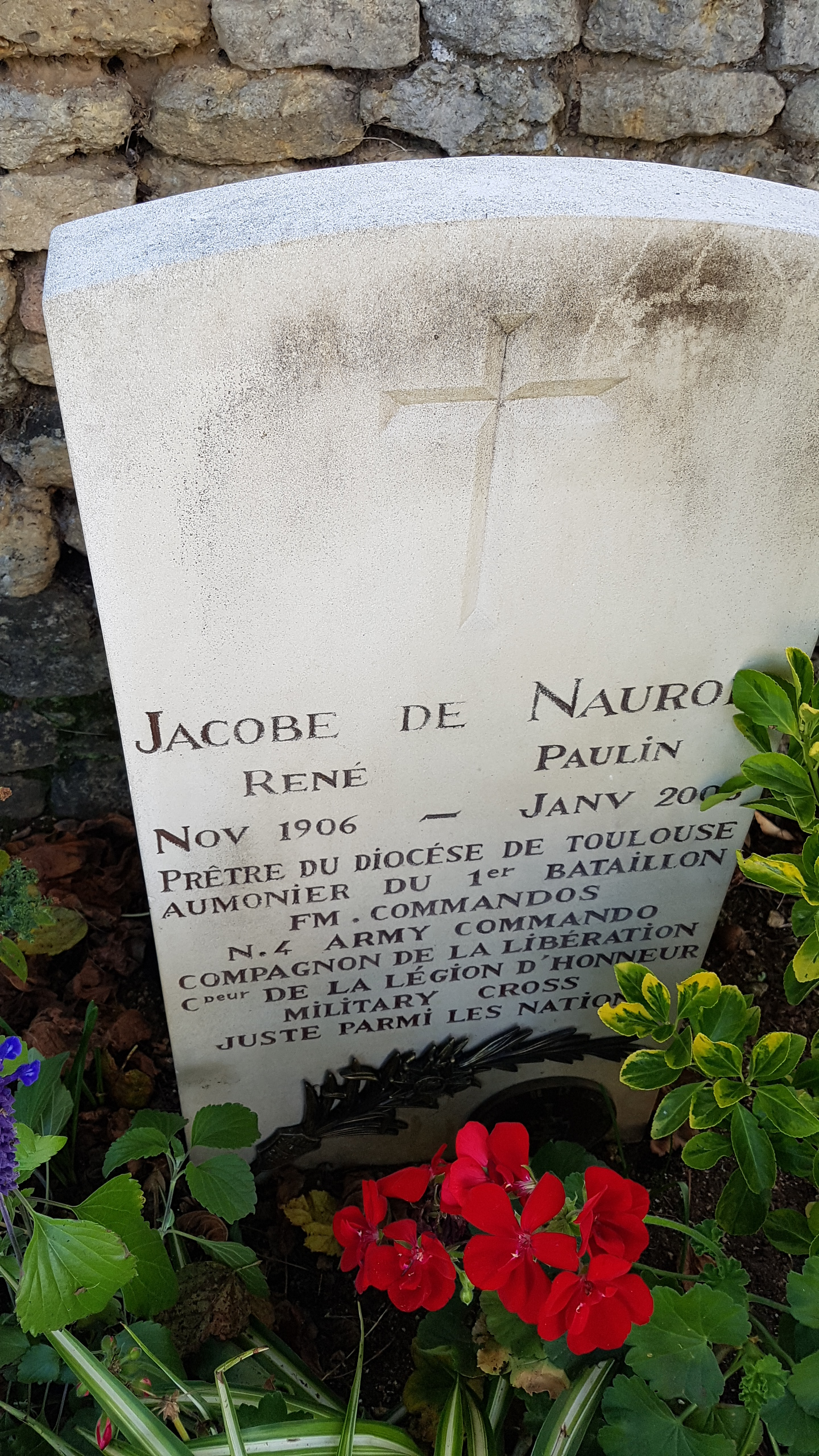
Cimetière communal de Ranville - Tombe de René Jacobé de Naurois.

- Commandeur de la Légion d'honneur[8]
- Compagnon de la Libération par décret du 17 novembre 1945[9]
- Croix de guerre 1939–1945 (2 citations)
- Croix militaire (GB)
- Officier de l'Ordre National de la République Islamique de Mauritanie
- Juste parmi les nations[1],[10]

En 2006, la ville de Toulouse lui a dédié une allée dans le quartier des Sept Deniers.
Il est enterré dans le cimetière communal de Ranville, qui fut une des premières villes libérées le 6 juin 1944 lors du débarquement de Normandie auquel il participa. Dans ce cimetière communal qui jouxte le cimetière militaire britannique de Ranville (plus de 2500 tombes), il repose avec trois camarades du commando Kieffer (décédés comme lui après la guerre) et 47 soldats britanniques morts principalement les 6 et 7 juin.

## Publications
- René de Naurois, Peuplements et cycles de reproduction des oiseaux de la cote occidentale d’Afrique (du cap barbas, Sahara espagnol, a la frontière de la république de guinée), Muséum National d'Histoire Naturelle, 1969 (ASIN B003WTRLDU)
- René de Naurois, Le flamant rose (PHOENICOPTERUS RUBER) a-t-il niché en nombre et régulièrement dans l'archipel du Cap Vert ?, L'Oiseau et la Revue Française d'Ornithologie, 1969 (ASIN B003WTUTWK)
- René de Naurois et Marc Chamaillard, Les oiseaux des îles du golfe de guinée : Sao Tomé, Prince et Annobon (As aves das ilhas do Golfo da Guiné), Institut de Investigaçao Cientifica Tropical, 1994, 208 p. (ISBN 978-972-672-629-6)
- René de Naurois, Aumônier de la France libre : Mémoires, Paris, Perrin, coll. « Tempus », 2019 (1re éd. 2004), 384 p. (ISBN 978-2-262-08028-0)